# Fußball-Club 08 Homburg/Saar 1997-1998
Questa voce raccoglie le informazioni riguardanti il Fußball-Club 08 Homburg/Saar nelle competizioni ufficiali della stagione 1997-1998.

## Stagione
Nella stagione 1997-1998 l'Homburg, allenato da Ulrich Sude, concluse il campionato di Regionalliga ovest-sudovest al 3º posto.

## Rosa
| N. |                     | Ruolo | Calciatore           |
| -- | ------------------- | ----- | -------------------- |
|    | Georgia (bandiera)  | P     | Nika Chkheidze       |
|    | Germania (bandiera) | P     | Peter Eich           |
|    | Germania (bandiera) | P     | Oliver Theis         |
|    | Germania (bandiera) | D     | Markus Berndt        |
|    | Senegal (bandiera)  | D     | Dame Diouf           |
|    | Croazia (bandiera)  | D     | Nenad Drljača        |
|    | Germania (bandiera) | D     | Bernd Dudek          |
|    | Germania (bandiera) | D     | Bernd Eichmann       |
|    | Germania (bandiera) | D     | Carsten Mathes       |
|    | Germania (bandiera) | D     | Christian Preuße     |
|    | Germania (bandiera) | D     | Volker Ruoff         |
|    | Germania (bandiera) | D     | Stephan Schulz-Winge |
|    | Croazia (bandiera)  | D     | Raphael Susic        |
|    | Ghana (bandiera)    | D     | Anthony Tiéku        |
|    | Germania (bandiera) | D     | Torsten Wruck        |
|    | Georgia (bandiera)  | C     | Rezo Arveladze       |
|    | Egitto (bandiera)   | C     | Mohamed Azima        |

| N. |                                 | Ruolo | Calciatore          |
| -- | ------------------------------- | ----- | ------------------- |
|    | Germania (bandiera)             | C     | Olivier Caillas     |
|    | Italia (bandiera)               | C     | Martino Gatti       |
|    | Georgia (bandiera)              | C     | Kakhaber Katcharava |
|    | Ucraina (bandiera)              | C     | Anatoli Mushinka    |
|    | Bosnia ed Erzegovina (bandiera) | C     | Sanel Nuhic         |
|    | Germania (bandiera)             | C     | Alois Schwartz      |
|    | Serbia (bandiera)               | C     | Slaven Stanic       |
|    | Germania (bandiera)             | C     | Jan Walle           |
|    | Nigeria (bandiera)              | A     | Peter Anyiloibi     |
|    | Benin (bandiera)                | A     | Léon Bessan         |
|    | Guinea (bandiera)               | A     | Taifour Diane       |
|    | Liberia (bandiera)              | A     | Arthur Farh         |
|    | Germania (bandiera)             | A     | Lars Knobloch       |
|    | Germania (bandiera)             | A     | Steffen Koch        |
|    | Camerun (bandiera)              | A     | Georges Mouyémé     |
|    | Ghana (bandiera)                | A     | Edward Sarpei       |

## Organigramma societario
Area tecnica
- Allenatore: Ulrich Sude
- Allenatore in seconda:
- Preparatore dei portieri:
- Preparatori atletici:
- Analisi video:

## Calciomercato

### Sessione estiva
| Acquisti | Acquisti             | Acquisti            | Acquisti |
| R.       | Nome                 | da                  | Modalità |
| -------- | -------------------- | ------------------- | -------- |
| C        | Rezo Arveladze       | Malines             |          |
| A        | Taifour Diane        | Bayer Leverkusen II |          |
| A        | Georges Mouyémé      | Angers              |          |
| D        | Stephan Schulz-Winge | Borussia M'gladbach |          |
| C        | Alois Schwartz       | Waldhof Mannheim    |          |

| Cessioni | Cessioni               | Cessioni        | Cessioni |
| R.       | Nome                   | a               | Modalità |
| -------- | ---------------------- | --------------- | -------- |
| C        | Dimitrije Dimitrijevic | Rot-Weiß Erfurt |          |
| C        | Teo Rus                | RW Oberhausen   |          |

## Risultati

### Regionalliga ovest-sudovest

#### Girone di andata
| Arbitro: | Weiss |

|                              |           |          |
| Diouf 3’ Gatti 28’ Dudek 65’ | Marcatori | 83’ Hinz |

| Arbitro: | Milic |

|                    |           |                                          |
| Dockter 16’ (rig.) | Marcatori | 17’ Tiéku 29’ Diane 81’ Susic 85’ Sarpei |

| Homburg 21 agosto 1997, ore 20:00 CEST 3ª giornata | Homburg | 0 – 0 referto | RW Oberhausen | Waldstadion Homburg (4 000 spett.)\| Arbitro: \| Webers \| |
| Arbitro:                                           | Webers  |               |               |                                                            |

| Arbitro: | Orde |

|           |           |                                     |
| Choji 83’ | Marcatori | 2’ Diane 24’ (rig.) Azima 71’ Susic |

| Arbitro: | Berg |

|           |           |                    |
| Azima 42’ | Marcatori | 53’ (rig.) Ballack |

| Arbitro: | Gettke |

|           |           |           |
| Steup 50’ | Marcatori | 62’ Diane |

| Arbitro: | Sahler |

|                                                                   |           |  |
| Katcharava 16’, 35’ Azima 26’ (rig.), 37’ Diane 77’ Arveladze 85’ | Marcatori |  |

| Arbitro: | Weber |

|                                   |           |           |
| Bettenstaedt 32’, 73’ Raschke 75’ | Marcatori | 45’ Diane |

| Arbitro: | Kuhl |

|                              |           |            |
| Katcharava 6’, 69’ Diane 58’ | Marcatori | 18’ Gockel |

| Arbitro: | Kestermann |

|                  |           |              |
| Eckhoff 34’, 36’ | Marcatori | 2’ Arveladze |

| Arbitro: | Werthmann |

|                                              |           |                   |
| Diouf 6’ Diane 16’ Eichmann 18’ Knobloch 32’ | Marcatori | 41’ Weiszenbacher |

| Arbitro: | Scheppe |

|  |           |                                                 |
|  | Marcatori | 40’ Knobloch 71’ Tiéku 88’ Diane 89’ Katcharava |

| Arbitro: | Dardenne |

|                        |           |                                             |
| Vossen 51’ Küsters 61’ | Marcatori | 23’, 39’ Arveladze 57’ Mushinka 83’ Mouyémé |

| Arbitro: | Henes |

|                        |           |  |
| Mushinka 38’ Diane 77’ | Marcatori |  |

| Arbitro: | Orde |

|  |           |                |
|  | Marcatori | 53’ Katcharava |

| Arbitro: | Margenberg |

|                              |           |  |
| Diane 22’, 31’ Arveladze 53’ | Marcatori |  |

| Ahlen 22 novembre 1997, ore 14:30 CET 17ª giornata | LR Ahlen | 0 – 0 referto | Homburg | Wersestadion (2 235 spett.)\| Arbitro: \| Insam \| |
| Arbitro:                                           | Insam    |               |         |                                                    |

#### Girone di ritorno
| Arbitro: | Buchkremer |

|                                     |           |            |
| Strate 13’, 22’ Uğur 49’ Hubner 81’ | Marcatori | 83’ Bessan |

| Arbitro: | Kynast |

|                       |           |  |
| Mouyémé 28’ Diane 67’ | Marcatori |  |

| Arbitro: | Werthmann |

|           |           |              |
| Weber 70’ | Marcatori | 37’ Schwartz |

| Arbitro: | Jansen |

|             |           |            |
| Mouyémé 88’ | Marcatori | 69’ Séchet |

| Arbitro: | Schütz |

|                    |           |             |
| Ertl 25’ Ziehl 27’ | Marcatori | 45’ Mouyémé |

| Arbitro: | Kortholt |

|               |           |           |
| Arveladze 53’ | Marcatori | 45’ Steup |

| Arbitro: | Henes |

|                                 |           |           |
| Müller 89’ Huschbeck 90’ (rig.) | Marcatori | 79’ Diouf |

| Arbitro: | Berg |

|  |           |             |
|  | Marcatori | 57’ Raschke |

| Arbitro: | Webers |

|  |           |              |
|  | Marcatori | 22’ Mushinka |

| Arbitro: | Albers |

|                                |           |  |
| Sarpei 34’ Katcharava 45’, 62’ | Marcatori |  |

| Arbitro: | Aust |

|                                       |           |             |
| Melunovic 9’, 25’ Ramadani 89’ (rig.) | Marcatori | 48’ Mouyémé |

| Arbitro: | Briesch |

|                                                          |           |            |
| Arveladze 1’ (rig.), 57’ Mouyémé 7’ Diane 54’ Stanic 89’ | Marcatori | 77’ Helmig |

| Arbitro: | Müller |

|                                |           |  |
| Eichmann 37’ Callea 61’ (aut.) | Marcatori |  |

| Arbitro: | Friedrichs |

|                                             |           |                     |
| Krohm 23’ Klemmer 40’ Vanderbroeck 80’, 82’ | Marcatori | 58’ Susic 70’ Diane |

| Arbitro: | Buchkremer |

|           |           |           |
| Diane 18’ | Marcatori | 26’ Šarić |

| Arbitro: | Hecker |

|                                       |           |                    |
| Naruševičius 16’ John 26’, 84’ (rig.) | Marcatori | 72’, 76’ Anyiloibi |

| Arbitro: | Zumkier |

|                                                |           |  |
| Eichmann 18’ Mouyémé 63’ Susic 68’ Caillas 87’ | Marcatori |  |

## Statistiche

### Statistiche di squadra
| Competizione                | Punti | In casa | In casa | In casa | In casa | In casa | In casa | In trasferta | In trasferta | In trasferta | In trasferta | In trasferta | In trasferta | Totale | Totale | Totale | Totale | Totale | Totale | DR  |
| Competizione                | Punti | G       | V       | N       | P       | Gf      | Gs      | G            | V            | N            | P            | Gf           | Gs           | G      | V      | N      | P      | Gf     | Gs     | DR  |
| --------------------------- | ----- | ------- | ------- | ------- | ------- | ------- | ------- | ------------ | ------------ | ------------ | ------------ | ------------ | ------------ | ------ | ------ | ------ | ------ | ------ | ------ | --- |
| Regionalliga ovest-sudovest | 59    | 17      | 11      | 5       | 1       | 41      | 9       | 17           | 6            | 3            | 8            | 29           | 29           | 34     | 17     | 8      | 9      | 70     | 38     | +32 |
| Totale                      | 59    | 17      | 11      | 5       | 1       | 41      | 9       | 17           | 6            | 3            | 8            | 29           | 29           | 34     | 17     | 8      | 9      | 70     | 38     | +32 |

### Andamento in campionato
| Giornata  | 1 | 2 | 3 | 4 | 5 | 6 | 7 | 8 | 9 | 10 | 11 | 12 | 13 | 14 | 15 | 16 | 17 | 18 | 19 | 20 | 21 | 22 | 23 | 24 | 25 | 26 | 27 | 28 | 29 | 30 | 31 | 32 | 33 | 34 |
| --------- | - | - | - | - | - | - | - | - | - | -- | -- | -- | -- | -- | -- | -- | -- | -- | -- | -- | -- | -- | -- | -- | -- | -- | -- | -- | -- | -- | -- | -- | -- | -- |
| Luogo     | C | T | C | T | C | T | C | T | C | T  | C  | T  | T  | C  | T  | C  | T  | T  | C  | T  | C  | T  | C  | T  | C  | T  | C  | T  | C  | C  | T  | C  | T  | C  |
| Risultato | V | V | N | V | N | N | V | P | V | P  | V  | V  | V  | V  | V  | V  | N  | P  | V  | N  | N  | P  | N  | P  | P  | V  | V  | P  | V  | V  | P  | N  | P  | V  |
| Posizione | 2 | 1 | 1 | 1 | 3 | 2 | 1 | 4 | 3 | 4  | 3  | 3  | 3  | 3  | 2  | 2  | 2  | 2  | 2  | 2  | 2  | 2  | 2  | 2  | 4  | 3  | 3  | 3  | 3  | 3  | 4  | 3  | 4  | 3  |

Legenda:

Luogo: C = Casa; T = Trasferta. Risultato: V = Vittoria; N = Pareggio; P = Sconfitta.

### Statistiche dei giocatori
| P. Anyiloibi    | 5  | 2  | 0 | 0 |
| R. Arveladze    | 21 | 8  | 2 | 0 |
| M. Azima        | 20 | 4  | 3 | 0 |
| M. Berndt       | 0  | 0  | 0 | 0 |
| L. Bessan       | 4  | 1  | 1 | 0 |
| O. Caillas      | 18 | 1  | 2 | 0 |
| N. Chkheidze    | 1  | 0  | 0 | 0 |
| T. Diane        | 30 | 15 | 3 | 1 |
| D. Diouf        | 14 | 3  | 0 | 0 |
| N. Drljača      | 6  | 0  | 0 | 0 |
| B. Dudek        | 27 | 1  | 7 | 0 |
| P. Eich         | 34 | 0  | 1 | 0 |
| B. Eichmann     | 33 | 3  | 7 | 0 |
| A. Farh         | 2  | 0  | 0 | 0 |
| M. Gatti        | 29 | 1  | 1 | 0 |
| K. Katcharava   | 30 | 8  | 9 | 3 |
| L. Knobloch     | 3  | 2  | 1 | 0 |
| S. Koch         | 0  | 0  | 0 | 0 |
| C. Mathes       | 0  | 0  | 0 | 0 |
| G. Mouyémé      | 24 | 7  | 3 | 0 |
| A. Mushinka     | 31 | 3  | 4 | 0 |
| S. Nuhic        | 0  | 0  | 0 | 0 |
| C. Preuße       | 2  | 0  | 0 | 0 |
| V. Ruoff        | 0  | 0  | 0 | 0 |
| E. Sarpei       | 23 | 2  | 2 | 0 |
| S. Schulz-Winge | 2  | 0  | 0 | 0 |
| A. Schwartz     | 17 | 1  | 4 | 0 |
| S. Stanic       | 28 | 1  | 3 | 0 |
| R. Susic        | 19 | 4  | 3 | 0 |
| O. Theis        | 0  | 0  | 0 | 0 |
| A. Tiéku        | 29 | 2  | 6 | 0 |
| J. Walle        | 1  | 0  | 0 | 0 |
| T. Wruck        | 18 | 0  | 2 | 1 |